# Anol
Anol, systematicky p-hydroxypropenylbenzen, je organická sloučenina patřící mezi fenoly, kterou lze považovat za demethylovaný anetol. Vyskytuje se v anýzu a fenyklu.
U této látky byly zjištěny velmi silné estrogenní účinky, srovnatelné se steroidními estrogeny, jako je estron; následné studie s anolem připraveným jinými způsoby ale nedokázaly tyto účinky zopakovat, a bylo zjištěno, že se anol může rychle dimerizovat na dianol a hexestrol, přičemž druhá z těchto nečistot je příčinou silných estrogenních účinků.
V roce 1938 byl syntetizován strukturou podobný a velmi silný estrogen diethylstilbestrol.